# 東映テレビ・プロダクション
株式会社東映テレビ・プロダクション（とうえいテレビ・プロダクション、英語: Toei TV Production Co., Ltd.）は、日本のテレビドラマ（テレビ映画）の制作プロダクションである。略称は東映テレビプロ、東映TVPおよびTTP。
東映の100％子会社であり、東映でのテレビドラマの実制作は当該会社が行っている。
かつて存在した映画配給会社・第二東映の前身である同名企業とは、別の会社である。

## 沿革
- 1958年5月 - 東映が本社に「テレビ課」を置く[10][11]
  - 同年7月 - 旧・株式会社東映テレビ・プロダクションを設立[10][11]
- 1959年2月 - 旧・株式会社東映テレビ・プロダクションを東映テレビ映画株式会社と商号変更[1][2]
  - 同年5月8日 - 東映テレビ映画を第二東映株式会社と商号変更[1][2][12]（同社は1961年12月東映に吸収[12]）
  - 同年11月2日 - 新たに株式会社東映テレビ・プロダクションを設立（現行）[1][2][3]
- 2003年4月1日 - 東映大泉ビデオスタジオを合併[13]
- 2003年6月 - 生田篤が代表取締役に就任[14]
- 2009年11月 - 白倉伸一郎が代表取締役に就任[15]
- 2014年6月 - 日笠淳が代表取締役に就任
- 2023年6月 - 丸山真哉が代表取締役に就任（現行）[16]

## 概要

### 前史・黎明期
東映は、1957年（昭和32年）11月、関係会社として日本教育テレビ（NETテレビ、現在のテレビ朝日ホールディングス、以下、NETテレビ）を設立。翌1958年（昭和33年）5月には本社に「開発部テレビ課」を設置し、同年7月にはテレビ映画の制作会社として、株式会社東映テレビ・プロダクション（旧社）を設立している。NETテレビは、1959年（昭和34年）2月に本放送を開始。東映は同月に、旧・株式会社東映テレビ・プロダクションを「東映テレビ映画株式会社」と商号変更、テレビ映画を制作するとともに、放映後のテレビ映画を各劇場に配給する会社とした。1962年の文献に「東映―NET映画部であり、東映テレビ・プロダクションなのである」と書かれている。NETテレビに出すフィルム番組は一切東映が作る方針で、その連続テレビ映画第一作が東映京都撮影所（以下、東映京都）で制作した『風小僧』であった。同作品は第一部から第四部までの52本が制作され、1958年12月2日に西日本放送（RNC）での初放送を皮切りに、1959年2月3日にNETテレビ、同年3月3日に大阪の毎日放送テレビなどで放映を開始した。同作品は、東映初のテレビ映画であるとされる。第1部の主演は目黒ユウキであったが、1部で降板し、第2部で主演を務めた山城新伍が主演スターとして人気を集めた。既に第二東映の構想があったため、同作品は35mmフィルムで撮影され、一部を再編して第二東映娯楽版として常設館で転用する一石二鳥の構想があったが、第二東映の後退で予想通り運ばなくなった。3か月後には、同社は、東映京都と東映東京撮影所（以下、東映東京）の生産力を増強し、第二番線として配給するため、「東映テレビ映画株式会社」は「第二東映株式会社」へとさらなる商号変更を行った。
渾大防五郎が所長として采配を振るい、第一作『風小僧』を皮切りに1959年11月までに、以降『白馬童子』39本、「歴史シリーズ」として『源義経』『新書太閤記』『大楠公』『幕末物語』『赤穂の人々』が各1クール13本の作品として制作された。日数のかけられない仕事のため、パーマネント・セットを作って合理化し、テレビ映画といえばロケーション本位だったのをセットを主に出来るようにして、それまで1クール13本の制作に60日かかっていたのを45日まで短縮させた。こうした実績から東映テレビ・プロダクションは、東映本社の指揮から離れテレビ劇専用のスタジオとしてステージ四杯、ダビング・ルーム一杯を設備し、作品企画の本拠をNET藤川公成映画部長の手元に置いて、同年11月2日、新たに株式会社東映テレビ・プロダクションを設立した。設立当初の本社は、東京都中央区京橋（当時）の東映と同一に置き、制作所を練馬区東大泉町（現在の東大泉）の東京撮影所内に置いた。設立時の陣容は、取締役社長・大川博、専務取締役・壷井与（坪井与）、役員：岡田茂・伊藤義・今田智憲・関政次郎・上津原義夫・藤川公成(NET映画部長)、監査役：平林義次・川口文雄と、東映本社の各重要パートの人材を網羅した。資本金は50万円（当時）。制作の中心を担ったのは、渾大防五郎から所長を交代した東映東京生え抜きの関政次郎所長とNET映画部長の藤川公成。設立を機に京都と東映で撮っていたテレビ映画を東京に統合した。テレビ映画部門強化の経緯は当時、アメリカニューヨーク七局のテレビが『ショウほど素敵な商売はない』『雨に唄えば』『或る夜の出来事』といった名作フィルムを、週平均で108本、一局一日平均4時間流し、映画の都ハリウッドでもパラマウント映画を除いてテレビ・フィルムの制作を始め、その額は1億5000万ドル（540億円）に上るといわれ、アメリカのゴールデン・アワー（夜7時30分―11時）に毎週放映される全プログラムの80%がハリウッドで作られていたというテレビに於けるフィルム番組の盛大を物語る状況があり、日本でもテレビ1000万台時代がこの1962年にやってきそうと予想され、やがて日本もアメリカのようになっていくのではないか、という見通しから準備というより実行の段階として東映テレビ・プロダクションは設立された。1962年4月時点での東映テレビ・プロダクションの社員は230人。大川博東映社長が「週10本を制作せよ」と檄を飛ばし、1962年4月時点で東映京都で3本の制作を要請し、ほぼ制作体制が整った。当時のテレビ映画の制作費は30分もので60万～80万円。外国テレビ映画は1時間ものが多く、またNHKも1時間ものを作り始めたため、初の1時間もの『特別機動捜査隊』を制作した。同作品は企画から完成までをNETが担当し、制作費は140万円。アメリカのテレビ映画は35mmの縮小で、制作費は30分もの6万ドル（2160万円）、60分もの10万ドル（3600万円）。60分ものの『ディック・パウエル・ショー』が一本12万5000ドル（4500万円）。東映テレビ・プロダクションは16mmフィルムとヴィデオ（ビデオ）を併用していた。『特別機動捜査隊』は、今後のテスト・ケースとして、スタート以前に45日の準備期間を要求し企画を充分に練った。テレビ映画、テレビドラマというのは、裏番組に強敵があるときなどは局側が調整に当たらなければならず、スポンサーや聴視者の好みを考えなければならないため、映画会社よりテレビ局、つまり東映よりNETが企画や制作のイニシアティブを執っていた（1964年当時）。制作費が安いため、当然高額なギャラを取る映画スターの起用は不可能だった。1962年4月時点で邦画各社でテレビ映画を制作していたのは、東映以外では新東宝だけで、新東宝は事実上解体同様であったが、別にスタジオ現場を主体にニッポン・アートフィルム・カンパニー（NAC、後の国際放映）を作って、電通、フジテレビ、TBSの応援でテレビ映画その他の専門工場としてスタートを切っていた。
いっぽう東映京都では、1964年（昭和39年）2月、テレビ時代劇のために東映京都テレビ・プロダクションを設立（1990年解散）、同年7月24日に放映を開始した『忍びの者』（主演品川隆二、全52回）を第1回作品として制作した。1965年（昭和40年）11月6日、東映は、東映テレビ・プロダクションとは別に、PR映画やテレビ映画の受注制作を目的とした東映東京制作所（1965年 - 1985年）を東映東京内に設立している。『スパイキャッチャーJ3』（1965年 - 1966年）、『キイハンター』（1968年 - 1973年、全262回）、あるいは「東映不思議コメディーシリーズ」（1981年 - 1993年）を制作したのは、東映テレビ・プロダクションではなく、初期においては東映東京制作所、後期（1985年以降）においてはその後身である東映東京第二企画製作部である。

### テレビ映画を量産
東映は、1978年（昭和53年）1月20日、東映東京内に東映大泉ビデオスタジオを設立、テレビ用のマルチ撮影の可能なステージ（V1・V2ステージ）を増設した。同ステージはもっぱら社外へ貸し出され、『翔んだカップル』（1980年10月3日放送開始、全27回）、『セーラー服と機関銃』（1982年7月5日放送開始、全11回）等が同社のステージで収録された。2003年（平成15年）4月1日には、東映テレビ・プロダクションは東映大泉ビデオスタジオを合併、前者が存続会社として残った。
2006年（平成18年）3月3日に発表・授賞式が行われた第29回日本アカデミー賞で「協会特別賞」を円谷プロダクション、西尾昇（1923年 - ）、李鳳宇（1960年 - ）とともに受賞した。
普段はテレビ放映用のドラマ作品を手掛けているが、通常手がけているテレビドラマの劇場版の際には「制作協力」としてクレジットされる。また、東映以外の他社（メディアミックス・ジャパン、ローリング（旧リュウ・エンタープライズ）等）作品の制作で協力することがある。

## 企業データ
- 社名 : 株式会社東映テレビ・プロダクション
- 所在地 : 東京都練馬区東大泉2丁目34番5号
- 代表取締役社長 : 丸山真哉
- 事業内容 : テレビ映画の製作[3][5]
- 資本金 : 2,000万円（2000年[13][3] - 2015年[5]）
- 設立 : 1959年11月2日[2][3]

## フィルモグラフィ

### テレビシリーズ
- 『捜査本部』 : 期日不明（全13回）[18]
- 『七色仮面』『新 七色仮面』  : 1959年6月3日 - 1960年6月30日（全38回）
- 『アラーの使者』 : 1960年7月7日 - 12月27日（全26回）
- 『猿飛佐助』 : 期日不明（全26回、主演・沢村精四郎）
- 『ナショナルキッド』 : 1960年8月4日 - 1961年4月27日放映（全39回）
- 『少年ケニヤ』 : 1961年5月4日 - 1962年2月8日放映（全41回）
- 『雪麿一本刀』 : 期日不明（全26回、主演・高島新太郎）
- 『桃太郎侍』 : 期日不明（全26回）
- 『特別機動捜査隊』 : 1961年10月11日 - 1977年3月30日放映（全801回）
- 『紅孔雀』 : 期日不明
- 『風雲黒汐丸』 : 期日不明
- 『ゼロの目』 : 期日不明
- 新諸国物語シリーズ
  - 『白鳥の騎士』 : 期日不明
  - 『名犬ロック』 : 期日不明
- 『戦友』 : 1963年10月1日 - 1964年3月24日放映（全26回）
- 『廃虚の唇』 : 1964年4月2日 - 同年9月24日放映（全26回）
- 『特命諜報207』 : 1964年6月16日 - 同年11月17日放映（全22回）
- 『悪魔のようなすてきな奴』 : 1964年10月1日 - 1965年4月1日放映（全26回）
- 『風来物語』 : 1964年11月28日 - 1965年5月22日放映（全26回）
- 『アスファルトジャングル』 : 1965年4月8日 - 同年9月30日放映（全26回）
- 『乗っていたのは27人』 : 1965年5月29日 - 同年11月13日放映（全25回）
- 『くらやみ五段』 : 1965年9月7日 - 1966年3月1日放映（全26回）
- 『悪の紋章』 : 1965年10月7日 - 1966年3月31日放映（全26回）
- 『嵐のなかでさよなら』 : 1966年4月24日 - 同年10月16日放映（全26回）
- 『今井正アワー』 : 1966年6月18日 - 同年9月24日 / 同年11月27日 - 同年12月25日放映（全20回）
- 『アタック拳』 : 1966年10月2日 - 1967年1月1日放映（全14回）
- 『ある勇気の記録』 : 1966年10月7日 - 1967年5月26日放映（全34回）
- 『あゝ同期の桜』 : 1967年4月6日 - 同年9月28日放映（全26回）
- 『白い巨塔』 : 1967年4月8日 - 同年9月29日放映（全26回）
- 『青空に叫ぼう』 : 1967年7月5日 - 1968年3月27日放映（全39回）
- 『とぼけた奴ら』 : 1967年10月6日 - 1968年3月29日放映（全26回）
- 『七つの顔の男』 : 1967年10月29日 - 1968年1月21日放映（全13回）
- 『青い太陽』 : 1968年4月3日 － 同年9月25日放映（全25回）
- 『河童の三平 妖怪大作戦』 : 1968年10月4日 - 1969年3月28日放映（前半1クールのみ[29]）
- 『裸の町』 : 1968年10月5日 - 同年12月28日放映（全25回）
- 『絢爛たる復讐』 : 1969年2月11日 - 同年5月6日放映（全13回）
- 『頑張れ!かあちゃん』 : 1969年4月3日 - 同年9月25日放映（全26回）
- 『五番目の刑事』 : 1969年10月2日 - 1970年3月26日放映（全25回）
- 『打ち込め! 青春』 : 1971年1月7日 - 4月1日放映（全13回）
- 『お待ちどおさま』 : 1971年4月8日 - 7月8日放映（全13回）
- 『太陽の恋人』 : 1971年7月22日 - 10月14日放映（全13回）
- 『ターゲットメン』 : 1971年10月9日 - 1972年1月1日放映（全13回）
- 『冠婚葬祭屋』 : 1972年1月8日 - 4月1日放映（全13回）
- 『さすらいの狼』 : 1972年4月5日 - 同年9月27日放映（全26回）
- 『人造人間キカイダー』 : 1972年7月8日 - 1973年5月5日放映（全43回）
- 『どっこい大作』 : 1973年1月8日 - 1974年3月25日放映（全62回[30]）
- 『非情のライセンス』第1シリーズ : 1973年4月5日 - 1974年3月28日放映（全52回）
- 『キカイダー01』 : 1973年5月12日 - 1974年3月30日放映（全46回）
- 『旗本退屈男』 : 1973年5月12日 - 1974年3月30日放映（全25回）
- 『ザ・ボディガード』 : 1974年4月4日 - 9月26日放映（全26回）
- 『非情のライセンス』第2シリーズ : 1974年10月3日 - 1977年3月31日放映（全124回）
- 『がんばれ!!ロボコン』 : 1974年10月4日 - 1977年3月25日放映（全118回）
- 『正義のシンボル コンドールマン』 : 1975年3月31日 - 同年9月22日放映（全24回）
- 『ザ★ゴリラ7』 : 1975年4月4日 - 10月3日放映（全26回）
- 『燃える捜査網』 : 1975年10月10日 - 1976年1月16日放映（全14回）
- 『大非常線』 : 1976年1月23日 - 1976年3月26日放映（全10回）
- 『忍者キャプター』 : 1976年4月7日 - 1977年1月26日放映（全43回）
- 『ベルサイユのトラック姐ちゃん』 : 1976年4月30日 - 9月17日放映（全19回）
- 『ぐるぐるメダマン』 : 1976年7月10日 - 1977年1月29日放映（全28回）
- 『快傑ズバット』 : 1977年2月2日 - 9月28日放映（全32回）
- 『特捜最前線』 : 1977年4月6日 - 1987年3月26日放映（全509回）
- 『ロボット110番』 : 1977年4月8日 - 12月30日放映（全37回）
- 『冒険ファミリー ここは惑星0番地』 : 1977年9月6日 - 1978年1月24日放映（全20回）
- 『野望』 : 1977年10月6日 - 1978年3月28日放映（全24回）
- 『がんばれ!レッドビッキーズ』 : 1978年1月6日 - 12月29日放映（全48回）
- 『燃えろアタック』 : 1979年1月5日 - 1980年7月11日放映（全71回）
- スーパー戦隊シリーズ
  - 『バトルフィーバーJ』 : 1979年2月3日 - 1980年1月26日放映（全52回）
  - 『電子戦隊デンジマン』 : 1980年2月2日 - 1981年1月31日放映（全51回）
  - 『太陽戦隊サンバルカン』 : 1981年2月7日 - 1982年1月30日放映（全50回）
  - 『大戦隊ゴーグルファイブ』: 1982年2月6日 - 1983年1月29日放映（全50回）
  - 『科学戦隊ダイナマン』 : 1983年2月5日 - 1984年1月28日放映（全51回）
  - 『超電子バイオマン』 : 1984年2月4日 - 1985年1月26日放映（全51回）
  - 『電撃戦隊チェンジマン』 : 1985年2月2日 - 1986年2月22日放映（全55回）
  - 『超新星フラッシュマン』 : 1986年3月1日 - 1987年2月21日放映（全50回）
  - 『光戦隊マスクマン』 : 1987年2月28日 - 1988年2月20日放映（全51回）
  - 『超獣戦隊ライブマン』 : 1988年2月27日 - 1989年2月18日放映（全49回）
  - 『高速戦隊ターボレンジャー』 : 1989年2月25日 - 1990年2月23日放映（全51回）
  - 『地球戦隊ファイブマン』 : 1990年3月2日 - 1991年2月8日放映（全48回）
  - 『鳥人戦隊ジェットマン』 : 1991年2月15日 - 1992年2月14日放映（全51回）
  - 『恐竜戦隊ジュウレンジャー』 : 1992年2月21日 - 1993年2月12日放映（全50回）
  - 『五星戦隊ダイレンジャー』 : 1993年2月19日 - 1994年2月11日放映（全50回）
  - 『忍者戦隊カクレンジャー』 : 1994年2月18日 - 1995年2月24日放映（全53回）
  - 『超力戦隊オーレンジャー』 : 1995年3月3日 - 1996年2月23日放映（全48回）
  - 『激走戦隊カーレンジャー』 : 1996年3月1日 - 1997年2月7日放映（全48回)
  - 『電磁戦隊メガレンジャー』 : 1997年2月14日 - 1998年2月15日放映（全51回)
  - 『星獣戦隊ギンガマン』 : 1998年2月22日 - 1999年2月14日放映（全50回）
  - 『救急戦隊ゴーゴーファイブ』 : 1999年2月21日 - 2000年2月6日放映（全50回）
  - 『未来戦隊タイムレンジャー』 : 2000年2月13日 - 2001年2月11日放映（全51回)
  - 『百獣戦隊ガオレンジャー』 : 2001年2月18日 - 2002年2月10日放映（全51回）
  - 『忍風戦隊ハリケンジャー』 : 2002年2月17日 - 2003年2月9日放映（全51回）
  - 『爆竜戦隊アバレンジャー』 : 2003年2月16日 - 2004年2月8日放映（全50回）
  - 『特捜戦隊デカレンジャー』 : 2004年2月15日 - 2005年2月6日放映（全50回）
  - 『魔法戦隊マジレンジャー』 : 2005年2月13日 - 2006年2月12日放映（全49回）
  - 『轟轟戦隊ボウケンジャー』 : 2006年2月19日 - 2007年2月11日放映（全49回）
  - 『獣拳戦隊ゲキレンジャー』 : 2007年2月18日 - 2008年2月10日放映（全49回）
  - 『炎神戦隊ゴーオンジャー』 : 2008年2月17日 - 2009年2月8日放映（全50回）
  - 『侍戦隊シンケンジャー』 : 2009年2月15日 - 2010年2月7日放映（全49回）
  - 『天装戦隊ゴセイジャー』 : 2010年2月14日 - 2011年2月6日放映（全50回）
  - 『海賊戦隊ゴーカイジャー』 : 2011年2月13日 - 2012年2月19日放映（全51回）
  - 『特命戦隊ゴーバスターズ』 : 2012年2月26日 - 2013年2月10日放映（全50回）
  - 『獣電戦隊キョウリュウジャー』 : 2013年2月17日 - 2014年2月9日放映（全48回）
  - 『烈車戦隊トッキュウジャー』 : 2014年2月16日 - 2015年2月15日放映（全47回）
  - 『手裏剣戦隊ニンニンジャー』 : 2015年2月22日 - 2016年2月7日放映（全47回）
  - 『動物戦隊ジュウオウジャー』 : 2016年2月14日 - 2017年2月5日放映（全48回)
  - 『宇宙戦隊キュウレンジャー』 : 2017年2月12日 - 2018年2月4日放映（全48回)
  - 『快盗戦隊ルパンレンジャーVS警察戦隊パトレンジャー』 : 2018年2月11日 - 2019年2月10日放映（全51回）
  - 『騎士竜戦隊リュウソウジャー』 : 2019年3月17日 - 2020年3月1日放映（全48回）
  - 『魔進戦隊キラメイジャー』 : 2020年3月8日 - 2021年2月28日放映（全45回）
  - 『機界戦隊ゼンカイジャー』 : 2021年3月7日 - 2022年2月27日放映（全49回）
  - 『暴太郎戦隊ドンブラザーズ』 : 2022年3月6日 - 2023年2月26日放映（全50回）
  - 『王様戦隊キングオージャー』 : 2023年3月5日 - 2024年2月25日放映（全50回）
  - 『爆上戦隊ブンブンジャー』 : 2024年3月3日 - 2025年2月9日放映（全48回）
  - 『ナンバーワン戦隊ゴジュウジャー』 : 2025年2月16日 - 放映中
- 『鉄道公安官』 : 1979年4月9日 - 1980年3月17日放映（全42回）
- 『騎馬奉行』 : 1979年10月2日 - 1980年3月25日放映（全26回）
- 『非情のライセンス』第3シリーズ : 1980年5月1日 - 12月4日放映（全26回）
- 『それゆけ!レッドビッキーズ』 : 1980年8月29日 - 1981年3月28日放映（全77回）
- メタルヒーローシリーズ
  - 『宇宙刑事ギャバン』 : 1982年3月5日 - 1983年2月25日放映（全44回）
  - 『宇宙刑事シャリバン』 : 1983年3月4日 - 1984年2月24日放映（全51回）
  - 『宇宙刑事シャイダー』 : 1984年3月2日 - 1985年3月8日放映（全49回）
  - 『巨獣特捜ジャスピオン』 : 1985年3月15日 - 1986年3月24日放映（全46回）
  - 『時空戦士スピルバン』 : 1986年4月7日 - 1987年3月9日放映（全44回）
  - 『超人機メタルダー』 : 1987年3月16日 - 1988年1月17日放映（全39回）
  - 『世界忍者戦ジライヤ』 : 1988年1月24日 - 1989年1月22日放映（全50回）
  - 『機動刑事ジバン』 : 1989年1月29日 - 1990年1月28日放映（全52回）
  - 『特警ウインスペクター』 : 1990年2月4日 - 1991年1月13日放映（全49回）
  - 『特救指令ソルブレイン』 : 1991年1月20日 - 1992年1月26日放映（全53回）
  - 『特捜エクシードラフト』 : 1992年2月2日 - 1993年1月24日放映（全49回）
  - 『特捜ロボ ジャンパーソン』 : 1993年1月31日 - 1994年1月23日放映（全50回）
  - 『ブルースワット』 : 1994年1月30日 - 1995年1月29日放映（全51回）
  - 『重甲ビーファイター』 : 1995年2月5日 - 1996年2月25日放映（全53回）
  - 『ビーファイターカブト』 : 1996年3月3日 - 1997年2月16日放映（全50回）
  - 『ビーロボカブタック』 : 1997年2月23日 - 1998年3月1日放映（全52回）
  - 『テツワン探偵ロボタック』 : 1998年3月8日 - 1999年1月24日放映（全45回）
- 『星雲仮面マシンマン』 :  1984年1月13日 - 9月28日放映（全36回）
- 『兄弟拳バイクロッサー』 : 1985年1月10日 - 9月26日放映（全38回）
- 『大都会25時』  :  1987年4月22日 - 9月23日放映（全23回）
- 仮面ライダーシリーズ
  - 『仮面ライダーBLACK』 : 1987年10月4日 - 1988年10月9日放映（全51回）
  - 『仮面ライダーBLACK RX』 : 1988年10月23日 - 1989年9月24日放映（全47回）
  - 『仮面ライダークウガ』 : 2000年1月30日 - 2001年1月21日放映（全49回）
  - 『仮面ライダーアギト』 : 2001年1月28日 - 2002年1月27日放映（全51回）
  - 『仮面ライダー龍騎』 : 2002年2月3日 - 2003年1月19日放映（全50回）
  - 『仮面ライダー555』 : 2003年1月26日 - 2004年1月18日放映（全50回）
  - 『仮面ライダー剣』 : 2004年1月25日 - 2005年1月23日放映（全49回）
  - 『仮面ライダー響鬼』 : 2005年1月30日 - 2006年1月22日放映（全48回）
  - 『仮面ライダーカブト』 : 2006年1月29日 - 2007年1月21日放映（全49回）
  - 『仮面ライダー電王』 : 2007年1月28日 - 2008年1月20日放映（全49回）
  - 『仮面ライダーキバ』 : 2008年1月27日 - 2009年1月18日放映（全48回）
  - 『仮面ライダーディケイド』 : 2009年1月25日 ‐ 8月30日放映（全31回）
  - 『仮面ライダーW』 : 2009年9月6日 - 2010年8月29日放映（全49回）
  - 『仮面ライダーオーズ/OOO』 : 2010年9月5日 - 2011年8月28日放映（全48回）
  - 『仮面ライダーフォーゼ』 : 2011年9月4日 - 2012年8月26日放映（全48回）
  - 『仮面ライダーウィザード』 : 2012年9月2日 - 2013年9月29日放映（全53回）
  - 『仮面ライダー鎧武/ガイム』 : 2013年10月6日 - 2014年9月28日放映（全47回）
  - 『仮面ライダードライブ』 : 2014年10月5日 - 2015年9月27日放映（全48回）
  - 『仮面ライダーゴースト』 : 2015年10月4日 - 2016年9月25日放映（全50回）
  - 『仮面ライダーエグゼイド』 : 2016年10月2日 - 2017年8月27日放映（全45回）
  - 『仮面ライダービルド』 : 2017年9月3日 - 2018年8月26日放映（全49回）
  - 『仮面ライダージオウ』 : 2018年9月2日 - 2019年8月25日放映（全49回）
  - 『仮面ライダーゼロワン』 : 2019年9月1日 - 2020年8月30日放映（全45回）
  - 『仮面ライダーセイバー』 : 2020年9月6日 - 2021年8月29日放映（全48回）
  - 『仮面ライダーリバイス』 : 2021年9月5日 - 2022年8月28日放映（全50回）
  - 『仮面ライダーギーツ』 : 2022年9月4日 - 2023年8月27日放映（全49回）
  - 『仮面ライダーガッチャード』 : 2023年9月3日 - 2024年8月25日放映（全50回）
  - 『仮面ライダーガヴ』 : 2024年9月1日 - 放映中
- 『ベイシティ刑事』 : 1987年10月7日 - 1988年3月23日放映（全24回）
- 『超光戦士シャンゼリオン』 : 1996年4月3日 ‐ 12月25日放映（全39回）
- 『燃えろ!!ロボコン』 : 1999年1月31日 - 2000年1月23日放映（全51回）

### 劇場用映画
初期における制作物の一覧である。現行における「制作協力」は含まない。
- 『まぼろし峠』 : 企画野坂和馬、監督藤原杉雄、主演岩井半四郎、配給第二東映、1960年3月8日公開
- 『まぼろし峠 完結篇』 : 企画野坂和馬、監督藤原杉雄、主演岩井半四郎、配給第二東映、1960年3月15日公開
- 『風小僧 風雲虹ヶ谷』 : 企画小笠原久夫、監督仲木睦、主演山城新伍、配給第二東映、1960年3月22日公開
- 『白馬童子 南蛮寺の決斗』 : 企画吉辺恒生、監督仲木睦、主演山城新伍、配給第二東映、1960年3月29日公開
- 『浪曲国定忠治 赤城の子守唄』 : 企画野坂和馬、監督冬島泰三、主演若杉恵之介、配給第二東映、1960年4月5日公開
- 『白馬童子 南蛮寺の決斗 完結篇』 : 企画吉辺恒生、監督仲木睦、主演山城新伍、配給第二東映、1960年4月12日公開
- 『浪曲国定忠治 血煙り信州路』 : 企画野坂和馬、監督冬島泰三、主演若杉恵之介、配給第二東映、1960年4月19日公開
- 『青空街道』 : 企画松丸青史、監督藤田潤一、主演倉田爽平、配給第二東映、1960年5月3日公開
- 『青空街道 完結篇』 : 企画松丸青史、監督藤田潤一、主演倉田爽平、配給第二東映、1960年5月10日公開
- 『風小僧 風流河童剣』 : 企画小笠原久夫、監督仲木睦、主演山城新伍、配給第二東映、1960年5月17日公開
- 『風小僧 流星剣の舞』 : 企画小笠原久夫、監督仲木睦、主演山城新伍、配給第二東映、1960年5月24日公開
- 『浪曲権三と助十 ゆうれい駕籠』 : 企画松丸青史、監督冬島泰三、主演倉田爽平、配給第二東映、1960年6月7日公開
- 『浪曲権三と助十 呪いの置手紙』 : 企画松丸青史、監督冬島泰三、主演倉田爽平、配給第二東映、1960年6月14日公開
- 『河童の三平 妖怪大作戦』 : 製作宮崎慎一・平山亨・斎藤頼照、監督北村秀敏、特撮監督矢島信男、原作水木しげる、脚本伊上勝、主演金子吉延、配給東映、1968年12月19日公開（短篇映画・東映ちびっ子まつり）
- 『柔道一直線』 : 企画橋本洋二・平山亨・斎藤頼照、監督奥中惇夫、原作梶原一騎・永島慎二、脚本上原正三、主演桜木健一、配給東映、1970年7月19日公開（短篇映画・東映まんがまつり）
- 『フィンガー5の大冒険』 : 製作相原芳男・小沢啓一郎、企画渡辺亮徳・市橋健司、監督石森章太郎、脚本飯島敬、主演フィンガー5、配給東映、1974年7月25日公開（短篇映画・フィンガー5と遊ぼう! 東映まんがまつり）

### ビデオ映画
- 『クライムハンター 怒りの銃弾』∶東映Vシネマ、1988年
- 『兇悪の紋章』∶東映Vシネマ、1990年

## おもな協力会社
- 特撮研究所
- 大泉音映
- 原田サウンド
- 東京美工
- 装美社
- 日本映像クリエイティブ
- レインボー造型企画
- タケシレーシング
- ブル
- ジャパンアクションエンタープライズ